# Heidrunea arijana
Espèce
Heidrunea arijana est une espèce d'araignées aranéomorphes de la famille des Trechaleidae.

## Distribution
Cette espèce est endémique d'Amazonas au Brésil,. Elle se rencontre à Manaus.

## Description
Le mâle holotype mesure 3,70 mm et la femelle paratype 4,70 mm.

## Publication originale
- Brescovit & Höfer, 1994 : Heidrunea, a new genus of the spider subfamily Rhoicininae (Araneae, Trechaleidae) from central Amazonia, Brazil. Andrias, vol. 13, p. 71-80.